# I provinsen
I provinsen är Carl-Johan Vallgrens femte album. Det släpptes den 22 september 2004. Inspelad och mixad i Traxton Recording Studio i Stockholm 25-30 april & 24-29 maj 2004 av Christian Edgren. Producerad av Johan Johansson. Melodierna "Till havet, Marie" och "I provinsen" testades på Svensktoppen den 22 augusti 2004 respektive 19 december 2004, men ingen av dem lyckades ta sig in på listan.

## Låtar
1. I provinsen
2. Det vore bäst om du kom hem till jul
3. Till havet, Marie
4. Släpp in mig, Annelie
5. Jag vaknade två gånger i natt
6. Jag ger mig
7. Elvira, vad gör du?
8. Saknar dig
9. Paus
10. Uppvaktning undanbedes
11. Hommage à l’amour

## Musiker
- Carl-Johan Vallgren: sång och akustisk gitarr
- Rasmus Faber: piano, hammond, wurlitzer och rhodes
- Jimmy Wahlsten: elgitarr, akustisk gitarr, lapsteel och mandolin
- Patricio Cabezas: elbas
- Bobo Öhlander: trummor
- Tomas Eby: slagverk och kör
- The Blind Boys of Alabama (Nils Tull och Rasmus Faber): kör
- Anna Stadling: kör och duettsång
- Idde Schultz: kör
- Micke Augustsson: dragspel
- Johan Johansson: elgitarr, akustisk gitarr, kör och slagverk

## Listplaceringar
| Lista (2004) | Topplacering |
| ------------ | ------------ |
| Sverige      | 44           |

### Fotnoter
1. ↑  ”I provinsen”. Swedishcharts. 26 februari 2004. http://swedishcharts.com/showitem.asp?interpret=Carl-Johan+Vallgren&titel=I+provinsen&cat=a. Läst 20 februari 2017.